# Tundra de las tierras altas de Beringia
La tundra de las tierras altas de Beringia o tundra de las tierras altas beringienses (Beringia upland tundra) es una ecorregión terrestre de Norteamérica del tipo tundra del Fondo Mundial para la Naturaleza

## Reparto
La tundra de las tierras altas de Beringia se reparte en tres zonas distintas: las regiones montañosas de la península de Seward, las cadenas Kilbuck y Ahklun en el suroeste de Alaska y la mitad oeste de la isla San Lorenzo..

## Clima
La tasa de precipitaciones anuales varía entre 250 mm  y 1 000  salvo en las cadenas Ahklun y Kilbuck donde puede alcanzar los 2 000 mm.  La temperatura cotidiana media durante el invierno oscila entre −16 °C y −24 °C. En verano, esta media se ubica entre 13  y °C 19 °C.

## Geomorfología
La topografía de esta ecorregión comprende tanto valles como colinas y montañas.  La altitud varía entre 500 m y 1500  m.

## Características biológicas
El variado paisaje de la ecorregión implica el establecimiento de una diversidad de comunidades vegetales. Las zonas de mal drenaje de los valles son el hogar de las mismas extensiones cubiertas de hierba que se encuentran en las tierras bajas. Las zonas mejor drenadas son colonizados por las praderas compuestas principalmente por Eriophorum vaginatum, Carex bigelow o matorrales bajos.
Los matorrales son generalmente dominados por las Ericáceas(Arctostaphylos alpina, Vaccinium vitis-idaea (arándano rojo), Empetrum nigrum) o una mezcla de Dryas octopetala y el abedul enano. Algunos sectores más protegidos y drenados soportan bosques de abeto blanco, álamo bálsamo y abedul blanco. 
Las cumbres expuestas están casi desprovistas de vegetación. Los líquenes son omnipresentes en toda la ecorregión. Varios representantes de la flora de Siberia se encuentran en la tundra de Behring.
En las costas de la tundra de la alta Beringia se localizan varias grandes colonias de aves marinas. Esta ecorregión es también el lugar exclusivo de anidación del alcaraván de Alaska.

## Amenazas y conservación
Esta ecorregión está relativamente intacta y estable.A pesar de que hay pequeñas comunidades humanas en la región, y aunque en la península de Seward se realizan algunas actividades mineras y puede llegar a darse una caza excesiva de caribú, en líneas generales se trata de enormes unidades de hábitat en gran medida vírgenes.
Las zonas protegidas de la región conforman el Parque Estatal Wood-Tikchik, el Santuario de Caza Estatal de las Islas Morsas, el Refugio Nacional de Vida Silvestre del Delta del Yukon y el Refugio Nacional de Vida Silvestre Togiak.